# Liste der Baudenkmale in Tribsees
In der Liste der Baudenkmale in Tribsees sind alle Baudenkmale der Stadt Tribsees im Landkreis Vorpommern-Rügen und ihrer Ortsteile aufgelistet. Grundlage ist die Veröffentlichung der Denkmalliste des Landkreises Vorpommern-Rügen, Auszug aus der Kreisdenkmalliste vom Juli 2012 und August 2014.

## Tribsees
| ID    | Lage                            | Bezeichnung                                                             | Beschreibung | Bild                                        |
| ----- | ------------------------------- | ----------------------------------------------------------------------- | --- | ------------------------------------------- |
| 1081  | Am Waakstermoorweg (Karte)      | ehemalige Mühle                                                         | |                                             |
| 1077  | Auf dem Amte 2                  | Wohnhaus                                                                | |                                             |
| 1079  | Bergstraße 3 (Karte)            | ehemalige Brauerei                                                      | |                                             |
| 1082  | Clara-Zetkin-Straße (Karte)     | Gedenkstätte 1./2. Weltkrieg                                            | | Gedenkstätte 1./2. Weltkrieg                |
| 1084  | Clara-Zetkin-Straße (Karte)     | Alter Friedhof mit Mauer und Portal (1 Grabstele, 2 gusseiserne Kreuze) | | Weitere Bilder                              |
| 1080B | Clara-Zetkin-Straße 27a (Karte) | Wohnhaus                                                                | |                                             |
| 1080A | Clara-Zetkin-Straße 27b (Karte) | Wohnhaus-Hotel                                                          | |                                             |
| 1083  | Eisenbahn                       | Eisenbahnbrücke über die Trebel                                         | |                                             |
| 1087  | Goethestraße                    | Goethedenkmal                                                           | |                                             |
| 1088  | Goethestraße                    | Pflasterung des Straßenraumes und Baumbesatz                            | |                                             |
| 1356  | Goethestraße                    | Meilenobelisk                                                           | |                                             |
| 1086  | Goethestraße 1 (Karte)          | Villa                                                                   | |                                             |
| 1091  | Heilgeiststraße                 | zwei Wasserpumpen                                                       | |                                             |
| 1089  | Heilgeiststraße 12 (Karte)      | Wohnhaus                                                                | |                                             |
| 1133  | Karl-Marx-Straße (Karte)        | Stadtbefestigung mit Steintor und Mühlentor                             | Gotisches, 3-gesch. Steintor vom 13. Jahrhundert, barocke Veränderungen zur Stadtseite mit Viertelrund-Abschlüssen und Fialen am Giebel im 17. Jh. Gotisches, 3-gesch. Mühlentor aus dem 13. Jh., Stufengiebel mit markanten Putzblenden zur Feldseite, einfacher Giebel zur Stadtseite. | Stadtbefestigung mit Steintor und Mühlentor |
| 1092  | Karl-Marx-Straße 6 (Karte)      | Wohn- und Geschäftshaus                                                 | |                                             |
| 1093  | Karl-Marx-Straße 8 (Karte)      | Wohnhaus                                                                | |                                             |
| 1094  | Karl-Marx-Straße 12 (Karte)     | Wohn- und Geschäftshaus mit Hinterhaus                                  | |                                             |
| 1095  | Karl-Marx-Straße 16 (Karte)     | Wohnhaus mit Hofgebäude                                                 | |                                             |
| 1096  | Karl-Marx-Straße 18 (Karte)     | Rathaus                                                                 | 2-gesch. verklinkerter Gründerzeitbau von 1884 mit mittigem Treppengiebel als Risalit mit repräsentativem Balkon; 1994 saniert | Rathaus                                     |
| 1097  | Karl-Marx-Straße 20 (Karte)     | Fassade                                                                 | |                                             |
| 1098  | Karl-Marx-Straße 22 (Karte)     | Wohn- und Geschäftshaus                                                 | |                                             |
| 1100  | Karl-Marx-Straße 27 (Karte)     | Wohnhaus                                                                | Das Gebäude ist das älteste noch existierende Bürgerhaus in Tribsees. Es wurde vermutlich 1727 errichtet. | Weitere Bilder                              |
| 1101  | Karl-Marx-Straße 30 (Karte)     | Wohn- und Geschäftshaus                                                 | |                                             |
| 1102  | Karl-Marx-Straße 34 (Karte)     | Wohn- und Geschäftshaus                                                 | 2-gesch. saniertes Haus aus dem 19. Jh. |                                             |
| 1103  | Karl-Marx-Straße 48 (Karte)     | Wohnhaus                                                                | |                                             |
| 1104  | Karl-Marx-Straße 62 (Karte)     | Wohn- und Geschäftshaus mit Hofgebäude                                  | |                                             |
| 1105  | Karl-Marx-Straße 63 (Karte)     | Wohnhaus                                                                | |                                             |
| 1106  | Karl-Marx-Straße 67 (Karte)     | Haustür                                                                 | 2-gesch. verputztes Haus |                                             |
| 1107  | Karl-Marx-Straße 69 (Karte)     | Wohnhaus                                                                | |                                             |
| 1108  | Karl-Marx-Straße 70 (Karte)     | Giebelhaus mit Hofsituation                                             | |                                             |
| 1109  | Karl-Marx-Straße 72 (Karte)     | Wohn- und Geschäftshaus                                                 | |                                             |
| 1110  | Karl-Marx-Straße 76 (Karte)     | Wohnhaus mit Hofbebauung und Pflasterung                                | 2-gesch., 1999 saniertes, verputztes Giebelhaus |                                             |
| 1111  | Karl-Marx-Straße 80 (Karte)     | Wohn- und Geschäftshaus                                                 | |                                             |
| 1112  | Karl-Marx-Straße 82 (Karte)     | Wohn- und Geschäftshaus                                                 | 2-gesch. verputztes, 2000/01 saniertes Haus |                                             |
| 1114  | Kirchstraße (Karte)             | Kirche St. Thomas mit Kirchhof                                          | Gotische, dreischiffige Backsteinkirche vom 13./14. Jahrhunderts (noch als Basilika) bzw. zumeist vom 14./15. Jh. als Hallenkirche mit vier Jochen und Kreuzrippengewölbe, Chor mit 1 1/2 Joche und 5/10 Schluss, Sakristei an der Nordseite mit Netzgewölbe; 4-gesch. Westturm mit Zeltdach, teils noch aus der Spätromanik; neugotische Innenrestaurierung von 1861–1869; Kanzel von 1577, Mühlenaltar vom 15. Jh., Buchholz-Orgel von 1831. | Weitere Bilder                              |
| 1115  | Kirchstraße 5 (Karte)           | ehemalige Schule                                                        | 2-gesch., 2000 saniertes, verputztes Haus mit Krüppelwalm |                                             |
| 1116  | Kirchstraße 6 (Karte)           | ehemalige Turnhalle mit Substruktionsmauer                              | |                                             |
| 1117  | Knochenhauerstraße 7 (Karte)    | Geburtshaus des Heimatdichters Heinrich Bandlow                         | 1-gesch., 2000 saniertes, verputztes Haus |                                             |
| 1118  | Knochenhauerstraße 8 (Karte)    | Geburtshaus des Malers Louis Douzette                                   | 2-gesch. um 1999 saniertes verputztes Haus |                                             |
| 1119  | Knochenhauerstraße 11 (Karte)   | Wohnhaus                                                                | |                                             |
| 1120  | Knochenhauerstraße 17 (Karte)   | Wohnhaus mit Mauer und Hofgebäude                                       | |                                             |
| 1121  | Knochenhauerstraße 18 (Karte)   | Wohnhaus                                                                | 2-gesch. verputztes, historisierendes, saniertes Giebelhaus |                                             |
| 1122  | Neubaustraße 21 (Karte)         | Wohn- und Geschäftshaus mit Hofgebäuden                                 | | Weitere Bilder                              |
| 1123  | Neubaustraße 29 (Karte)         | Haustür                                                                 | |                                             |
| 1124  | Neubaustraße 32 (Karte)         | Haustür                                                                 | |                                             |
| 1125  | Neubaustraße 41 (Karte)         | Speicher                                                                | 4-gesch. unsanierter Fachwerkbau; Lager-, Verwaltungs- und Wohngebäude von um 1785–1800 mit Mansarddach | Weitere Bilder                              |
| 1126  | Nordmauerstraße 31 (Karte)      | Wohnhaus                                                                | |                                             |
| 1127  | Nordmauerstraße 40 (Karte)      | Wohnhaus                                                                | |                                             |
| 1128  | Ostmauerstraße 1 (Karte)        | Wohnhaus                                                                | 2-gesch. klassizistisches, verputztes, saniertes Haus mit Mezzanin und Durchgang |                                             |
| 1129  | Ostmauerstraße 29 (Karte)       | Haustür                                                                 | |                                             |
| 1131  | Papenstraße 9 (Karte)           | Pfarrhof mit Wohnhaus, Pfarramt, drei Hofgebäuden und Mauer             | |                                             |
| 1132  | Papenstraße 10 (Karte)          | Wohnhaus mit Nebengebäude                                               | |                                             |
| 1134  | Südmauerstraße 10 (Karte)       | Wohnhaus                                                                | |                                             |
| 1085  | Sülzer Chaussee 18b (Karte)     | Schlauchturm                                                            | |                                             |
| 1135  | Sülzer Straße 14 (Karte)        | Wohnhaus                                                                | |                                             |
| 1136  | Sülzer Straße 15 (Karte)        | Wohnhaus                                                                | |                                             |
| 1137  | Vor dem Steintor 2 (Karte)      | Villa mit Einfriedungsmauer                                             | |                                             |
| 1138  | Vor dem Steintor 4 (Karte)      | Schule                                                                  | |                                             |
| 1139  | Vor dem Steintor 5 (Karte)      | Post                                                                    | 2-gesch. verputztes, historisierendes, saniertes Haus mit seitlichem Risalit und Sockelausprägung in Bossenputz |                                             |
| 1140  | Vor dem Steintor 6 (Karte)      | Villa                                                                   | |                                             |
| 1078  | Willi-Braun-Straße 18 (Karte)   | Bahnhof (Empfangsgebäude und Wohnhaus)                                  | | Weitere Bilder                              |

## Landsdorf
| ID     | Lage                  | Bezeichnung                     | Beschreibung | Bild |
| ------ | --------------------- | ------------------------------- | --- | ---- |
| 10561  | Dorfstraße            | Transformatorenhaus             | |      |
| 10560  | Dorfstraße 2, 3       | Ehemaliger Landarbeiterkaten    | |      |
| 10558A | Dorfstraße 24 (Karte) | ehemalige Schule                | |      |
| 10558B | Dorfstraße 25         | ehemalige Schule                | |      |
| 10559B | Dorfstraße 31 (Karte) | Gutsanlage (Wirtschaftsgebäude) | 2-gesch. Backsteinbau mit Satteldach |      |
| 10559D | Dorfstraße 52 (Karte) | Gutsanlage (Gärtnerhaus)        | 1-gesch. Backsteinbau mit Zeltdach |      |
| 10559A | Dorfstraße 63 (Karte) | Gutsanlage (Gutshaus mit Park)  | Neoklassizistischer, 2-gesch., 11-achs. sanierter Putzbau von nach 1862 mit Mittelrisalit, Sockelgesch. und Walmdach, Nord-ost-flügel von nach 1905. |      |

## Rekentin
| ID     | Lage                    | Bezeichnung                                    | Beschreibung                                                   | Bild                                           |
| ------ | ----------------------- | ---------------------------------------------- | -------------------------------------------------------------- | ---------------------------------------------- |
| 10559C | Dorfstraße 63 (Karte)   | Gutsanlage (Speicher)                          | 4-gesch. Backsteinbau mit Satteldach                           |                                                |
| 839C   | Kastanienweg            | Gutsanlage (Allee und Kopfsteinpflasterstraße) |                                                                | Gutsanlage (Allee und Kopfsteinpflasterstraße) |
| 839B   | Kastanienweg 1 (Karte)  | Gutsanlage (Wohnhaus)                          |                                                                |                                                |
| 839D   | Kastanienweg 11         | Gutsanlage (Park)                              |                                                                |                                                |
| 839A   | Kastanienweg 13 (Karte) | Gutsanlage (Gutshaus)                          | Sanierter, 2-gesch., 9-achs. Putzbau von 1. Hälfte des 19. Jh. | Gutsanlage (Gutshaus)                          |

## Siemersdorf
| ID   | Lage                    | Bezeichnung      | Beschreibung | Bild |
| ---- | ----------------------- | ---------------- | ------------ | ---- |
| 1037 | Lindenstraße 28 (Karte) | ehemalige Schule |              |      |

## Stremlow
| ID    | Lage                     | Bezeichnung                                                              | Beschreibung                                    | Bild                              |
| ----- | ------------------------ | ------------------------------------------------------------------------ | ----------------------------------------------- | --------------------------------- |
| 1071  | Im Dorfe (Karte)         | Friedhofskapelle mit Friedhof (freistender Glockenstuhl, Feldsteinmauer) |                                                 |                                   |
| 1070A | Vereinsstraße 4a (Karte) | Wirtschaftsgebäude (1910)                                                |                                                 |                                   |
| 1070B | Vereinsstraße 4b         | Wirtschaftsgebäude (1910)                                                |                                                 |                                   |
| 1072  | Weg am Park 3 (Karte)    | Gutsanlage (Pferdestall-Wohnhaus)                                        | 3-gesch. Gutshaus 1989 abgetragen; Pferdestall: | Gutsanlage (Pferdestall-Wohnhaus) |
| 1073  | Ziegelei 10 (Karte)      | Wohnhaus                                                                 |                                                 |                                   |

## Quelle
- Denkmalliste des Landkreises Vorpommern-Rügen